# グレイズハーバー郡 (ワシントン州)
グレイズハーバー郡（英: Grays Harbor County）は、アメリカ合衆国ワシントン州の太平洋岸にある郡である。人口は7万5636人（2020年）。郡庁所在地はモンテサーノ、郡内で人口最大の都市はアバディーンである。郡名は郡南西隅に近い大きな河口湾グレイズハーバーの名前から採られた。1792年5月7日にボストンの毛皮交易業者ロバート・グレイがブルフィンチ・ハーバーと呼んだ湾に入ってきたが、後の地図製作者がシェヘイリス湾と名付け、さらに後にグレイズハーバーと変えられた
グレイズハーバー郡は1854年4月14日にサーストン郡から分離して設立された。当初はシェヘイリス郡と名付けられていたが、1915年から現在の郡名になった。

## 地理
アメリカ合衆国国勢調査局に拠れば、郡域全面積は2,224平方マイル (5,760.1km2)であり、このうち陸地は1,917平方マイル (4,965.0  km2)、水域は308平方マイル (797.7 km2)で水域率は13.83%である。

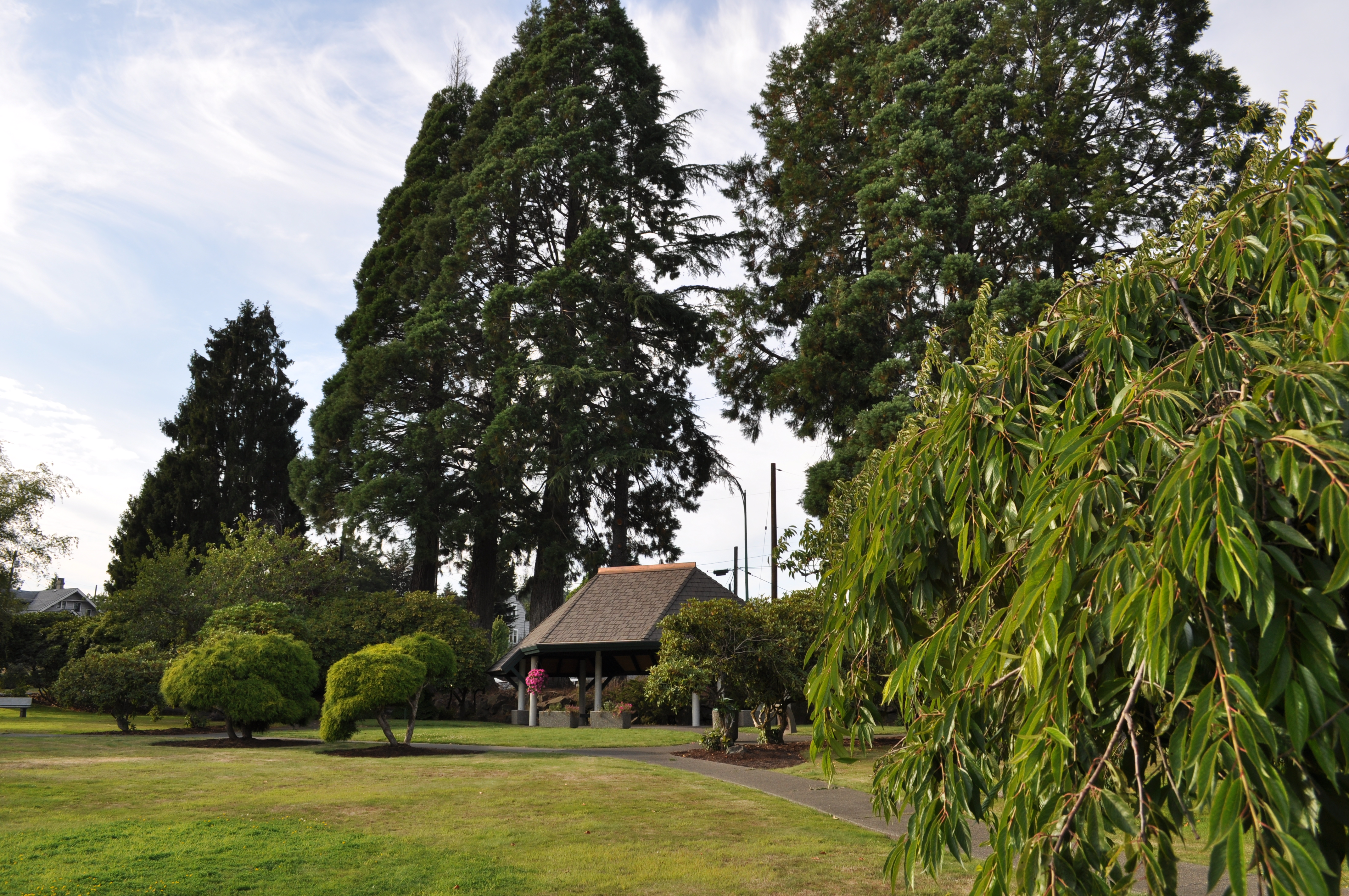
モンテサーノにあるフリート公園

### 特徴的な地形
- アバディーン湖
- シェヘイリス川
- ダック湖
- フェイラー湖
- グレイズ港
- ハンプチューリップス川
- ホークィアム川
- クィノールト湖
- オリンピック山脈
- オリンピック半島
- 太平洋
- クィノールト川
- クィノールト温帯雨林
- サットソップ川
- ウィシュカー川
- ワイヌーチー湖
- ワイヌーチー川

### 隣接あるいは他郡と共有する地域
- シェヘイリス・インディアン居留地
- カーネル・ボブ原生地
- オリンピック国立公園
- オリンピック国立の森
- クィノールト・インディアン居留地

### 州立公園
- グリフィス・プライデイ州立公園
- シルビア湖州立公園
- オーシャンシティ州立公園
- 太平洋海浜州立公園
- ツインハーバーズ州立公園
- ウェストヘイブン州立公園
- ウェストポートライト州立公園

### 主要高規格道路
- アメリカ国道12号線
- アメリカ国道101号線
- ワシントン州道8号線

### 隣接する郡
- ジェファーソン郡 - 北
- メイソン郡 - 北東
- サーストン郡 - 東、南東
- ルイス郡 - 南、南東
- パシフィック郡 - 南

### 国立保護地域
- コパリス国立野生生物保護区
- グレイズハーバー国立野生生物保護区
- オリンピック国立の森（部分）
- オリンピック国立公園（部分）

## 人口動態
以下は2000年国勢調査による人口統計データである。
| 基礎データ - 人口: 67,194人 - 世帯数: 26,808 世帯 - 家族数: 17,907 家族 - 人口密度: 14人/km2（35人/mi2） - 住居数: 32,489軒 - 住居密度: 7軒/km2（17/mi2） 人種別人口構成 - 白人: 88.30% - アフリカン・アメリカン: 0.34%% - ネイティブ・アメリカン: 4.66% - アジア人: 1.22% - 太平洋諸島系: 0.11% - その他の人種: 2.27% - 混血: 3.510% - ヒスパニック・ラテン系: 4.85% 先祖による構成 - ドイツ系：16.3% - アメリカ人：11.9% - イギリス系：9.9% - アイルランド系：9.2% - ノルウェー系：6.1% 第一言語による構成 - 英語：94.1 - スペイン語：3.9% | 年齢別人口構成 - 18歳未満: 25.7% - 18-24歳: 7.9% - 25-44歳: 26.0% - 45-64歳: 25.0% - 65歳以上: 15.4% - 年齢の中央値: 39歳 - 性比（女性100人あたり男性の人口） - 総人口: 98.8 - 18歳以上: 96.2 世帯と家族（対世帯数） - 18歳未満の子供がいる: 30.5% - 結婚・同居している夫婦: 50.7% - 未婚・離婚・死別女性が世帯主: 11.1% - 非家族世帯: 33.2% - 単身世帯: 26.7% - 65歳以上の老人1人暮らし: 11.6% - 平均構成人数 - 世帯: 2.48人 - 家族: 2.98人 収入と家計 - 収入の中央値 - 世帯: 34,160米ドル - 家族: 39,709米ドル - 性別 - 男性: 35,947米ドル - 女性: 24,262米ドル - 人口1人あたり収入: 16,799米ドル - 貧困線以下 - 対人口: 16.1% - 対家族数: 11.9% - 18歳未満: 21.6% - 65歳以上: 40.0% |

## 政治
グレイズハーバー郡は国内でも最も一貫して民主党を支持する郡である。大統領選挙で見れば共和党がこの郡を制したのは1928年のハーバート・フーバーが最後だった。知事選挙では1964年のダニエル・J・エバンスが最後だった。
アメリカ合衆国下院の選挙ではワシントン州第6選挙区に属し、クック投票動向指数では民主党+5となっている。州議会では第19、第24および第35選挙区に入っている。合衆国下院の1人、上院の3人、下院の6人の議員全てが2011年時点で民主党員である。

## 主な産業
- 製材、製紙業
- 海産物加工業
- 食品加工業
- 製造業

## 統計上処理される自治体
- アバディーン - 人口最大の都市
- アバディーンガーデンズ
- ブラディ
- セントラルパーク
- シェイヘイリスビレッジ
- コハセットビーチ
- コパリスビーチ
- コスモポリス
- エルマ

- グレイランド
- ホクィアム
- ハンプチューリップス
- ジャンクションシティ
- マロン・ポーター
- マーカム
- マクリアリー
- モクリップス
- モンテサーノ - 郡庁所在地

- ニールトン
- オークビル
- オーシャンシティ
- オーシャンショアーズ
- オアイハット・ホーガンズコーナー
- サットソップ
- タホラ
- ウェストポート

## その他の町
- アルダーグローブ
- アロハ
- アマンダパーク
- ベイシティ
- ベンチドライブ
- カーライル
- シーダービル
- チェノイスクリーク
- コパリスクロッシング
- デッカービル
- ガーデンシティ

- グレイゲイブルズ
- グレイズハーバーシティ
- グリスデール
- ヒーザー
- ヒルスグローブ
- メルボルン
- ニューロンドン
- ニュートン
- ニッソン
- オコスタ

- パシフィックビーチ
- プリーチャーズスロウ
- クィノールト
- サギノー
- サウスアバディーン
- サウスエルマ
- サウスモンテサーノ
- ホワイツ
- ウィスカ
- ウッドローン

## 関係者
- ルーベン・H・フリート – 航空機のパイオニア、コンソリデーテッド・エアクラフト社の創業者
- カート・コバーン – ミュージシャン、ニルヴァーナのボーカル
- クリス・ノヴォセリック – ミュージシャン、ニルヴァーナのベース奏者
- ジョン・エルウェイ – NFLアメリカフットボールの選手
- ブライアン・ダニエルソン - プロレスラー
- ダグラス・D・オシェロフ – 物理学者、ノーベル物理学賞受章者
- ピーター・ノートン – ソフトウェア開発者、"Norton Utilities"を開発
- ノーネーム・ジェーン - ポルノ女優、芸名はバイオレット・ブルー
- パトリック・シモンズ – ミュージシャン、ドゥービー・ブラザーズの創設メンバー